# Fernando Alonso Casares
Fernando Alonso Casares (1900-1975) fue un director y guionista de cine español.

## Biografía
Comenzó su andadura profesional realizando colaboraciones periodísticas en Radio Nacional de España y en las revistas falangistas Vértice y Primer Plano.
En 1941 se le concedió una beca para estudiar dirección en el extranjero aunque no la utilizó. En esa época su actividad cinematográfica se limitó a la realización de documentales para distintos grupos de la estructura franquista, como la Sección Femenina (Granja-Escuela, Nuestra Misión, Quinto Consejo o Bailes de la Sección Femenina) y el Frente de Juventudes (Campamentos masculinos y Campamentos femeninos). Dichos campamentos fueron galardonados por el sindicato vertical con el segundo premio en 1942. Al año siguiente fue premiado con el primer lugar Primavera Sevillana, producido por el NO-DO.
Su labor como cineasta propiamente dicho se inició como ayudante de dirección en Goyescas (1942) de Benito Perojo y en La maja del capote y La patrica chica, ambas dirigidas por Fernando Delgado de Lara en 1943. Tras ello dirigió los tres largometrajes de su carrera: Espronceda (1945), Luis Candelas, el ladrón de Madrid (1947) y Una noche en blanco (1949).

## Filmografía como director y guionista
- Espronceda (1945)
- Luis Candelas, el ladrón de Madrid (1947)
- Una noche en blanco (1949)

## Filmografía como ayudante de dirección
- Goyescas (1942)
- La maja del capote (1943)
- La patrica chica (1943)